# Miguel Ángel Jiménez
Miguel Ángel Jiménez Rodríguez (nascido em 5 de janeiro de 1964) é um jogador profissional espanhol de golfe.